# Desa Lengkong (administrativ by i Indonesien, Jawa Timur, lat -7,17, long 111,96)
Desa Lengkong är en administrativ by i Indonesien.   Den ligger i provinsen Jawa Timur, i den västra delen av landet, 600 km öster om huvudstaden Jakarta.